# Aharon Dadourian
Aharon Dadourian (arménien : Ահարոն Տատուրեան), connu sous le nom de plume Aharon (Ահարոն), né le 19 septembre 1887 à Ovadjek (près de Constantinople, Empire ottoman) et mort le 31 janvier 1965 à Montmorency, est un écrivain et poète arménien.

## Biographie
Aharon Dadourian naît à Ovadjek, dans la province de Kocaeli, le 19 septembre 1887. Il fait ses études à l'école des mekhitaristes de Constantinople puis au lycée Murat Rafaelian de Venise (1907-1909) où il rencontre Daniel Varoujan.
Au terme de ses études, il retourne à Constantinople, y devient professeur et collabore aux revues arméniennes de la ville. Il s'y taille une certaine réputation en tant que poète, notamment par des poèmes d'incitation païenne à l'instar de Daniel Varoujan. En 1914, il participe à la fondation de la revue Méhian avec ce dernier mais aussi avec Gostan Zarian, Hagop Oshagan et Kégham Parseghian.
Lors du génocide arménien, il échappe aux déportations et se réfugie dans la clandestinité ; il rentre dans la capitale ottomane après la guerre.
En 1922, il part étudier à l'université de Prague.
En 1928 (ou 1929), il s'installe en région parisienne et enseigne à l'école Tebrotzassère jusqu'à la Seconde Guerre mondiale. Homme discret et taciturne, qui prend peu part aux débats du milieu littéraire arménien, il publie peu dans les revues dans l'entre-deux-guerres, même s'il écrit beaucoup. Il fait paraître à ce moment-là ses deux recueils principaux, Les Parchemins (1937) puis Poèmes de la Bohême (1939). Le premier, écrit au Raincy en 1928-1929 et comportant 26 poèmes, reçoit un accueil chaleureux de la part de Meguerditch Barsamian et de Chavarch Nartouni, tandis qu'Archag Tchobanian se montre plus mesuré.
Son œuvre est principalement poétique, Aharon Dadourian écrivant peu en prose. Selon Krikor Beledian, sa poésie est à la charnière entre celle de la génération des poètes qui se sont affirmés vers 1914 et la génération suivante ; « De ce fait, elle subit un double rejet. Elle est avant tout conscience de la poésie, un peu à l'instar de Mallarmé et de Valéry dont [il] ne pouvait pas ne pas connaître les œuvres. Pour lui, le poème est le fruit non pas du cœur mais de l'âme, c'est tout l'esprit de l'homme poète "qui participe au travail secret de l'invention d'un poème". Le poète, pour Aharon, est un "homme Dieu" », écrit K. Beledian.
Aharon Dadourian s'installe pendant la guerre à Marseille puis il retourne à Paris une fois le conflit terminé. Il contribue alors à la revue Arevmoudk puis Andastan.
Il meurt le 31 janvier 1965 à Montmorency. Il est enterré au cimetière parisien de Bagneux.

## Œuvre
Liste des œuvres, :
- (hy) Մագաղաթներ [« Parchemins »], Paris, Impr. Der Hagopian,‎ 1937, 304 p. (BNF 41182475, lire en ligne )
- (hy) Պոհեմականք [« Poèmes de la Bohême »], Paris, Impr. Der Hagopian,‎ 1939, 160 p. (BNF 41178117, lire en ligne )
- (hy) Սօսեաց անտառ [« Le Bois de platanes »], Paris, Impr. Der Hagopian,‎ 1949, 127 p.
- (hy) Երկնէր Երկիր… [« Le Ciel en gésine… »], Paris, Impr. Der Hagopian,‎ 1957, 46 p. (BNF 42645387)
- (hy) Բագիններուս կրակիմ դէմ [« Face aux feux de mes autels »], Paris, Impr. Der Agopian,‎ 1958, 66 p. (BNF 42077885)
- (hy) Կարմիր աւետարան [« Évangile rouge »], Paris, Impr. Der Hagopian,‎ 1959, 32 p.
- (hy) Վերջին կաթիլներ [« Dernières Gouttes »], Paris,‎ 1971
- (hy) Հին Քերթուածներ [« Anciens Poèmes »], Paris,‎ 1971